# Christian Gottlob Neefe
Christian Gottlob Neefe (Chemnitz, 5 febbraio 1748 – Dessau, 28 gennaio 1798) è stato un compositore e direttore d'orchestra tedesco.
Ricevette la sua educazione all'Università di Lipsia, inizialmente iscritto alla facoltà di legge, e successivamente allievo di Johann Adam Hiller. 
Sotto la sua guida scrisse le sue prime opere comiche. Nel 1777 prese il posto di Hiller come direttore di una orchestra girovaga.
Successivamente diventò organista di corte a Bonn, insegnante di Ludwig van Beethoven, e direttore di una associazione musicale.
Nel 1794, a causa della guerra, perse ogni incarico, e visse qualche anno in gravi difficoltà economiche.
In seguito, assunse il ruolo di direttore di opera a Dessau.
Il suo lavoro più conosciuto è un singspiel di nome Adelheit von Veltheim, del 1780.
Tra gli altri suoi lavori principali, si ricordano: otto vaudeville, la cantata Dem Unendlichen, sonate, fantasie e variazioni per pianoforte, lieder per canto e piano.
Fece parte della Massoneria e degli Illuminati.